# La Dernière Corvée
Pour plus de détails, voir Fiche technique et Distribution.
La Dernière Corvée (The Last Detail) est un film américain réalisé par Hal Ashby, sorti en 1973.

## Synopsis
Deux marins, Buddusky et Mulhall, chargés par leur supérieur d'escorter en prison l'un des leurs, Meadows, pour délit, se prennent d'affection pour lui et s'emploient à lui procurer du bon temps avant son incarcération…

## Fiche technique
Sauf indication contraire, les informations mentionnées dans cette section peuvent être confirmées par la base de données cinématographiques IMDb,  présente dans la section « Liens externes ».
- Titre original : The Last Detail
- Titre français : La Dernière Corvée
- Réalisation : Hal Ashby
- Scénario : Robert Towne, d'après le roman The Last Detail de Darryl Ponicsan
- Production : Gerald Ayres, Charles Mulvehill et Joel Chernoff
- Photographie : Michael Chapman
- Montage : Robert C. Jones et Ken Zemke (non crédité)
- Son : Richard Portman
- Musique : Johnny Mandel
- Sociétés de production : Columbia Pictures, Bright-Persky Associates et Acrobat Productions
- Société de distribution : Columbia Pictures
- Pays de production : États-Unis
- Langue originale : anglais
- Format : Couleurs (Metrocolor) - 35 mm - 1.85 : 1 - Mono
- Genre : comédie dramatique
- Durée : 103 minutes
- Date de sortie : 
  - États-Unis : 12 décembre 1973 (Los Angeles), 11 février 1974 (New York)
  - France : 22 mai 1974

## Distribution
- Jack Nicholson (VF : Jean-Pierre Moulin) : SM1 Billy « Badass » Buddusky
- Otis Young (VF : Daniel Kamwa) : GM1 « Mule » Mulhall
- Randy Quaid (VF : Jacques Ruisseau) : le marin Larry Meadows
- Clifton James (VF : Jacques Dynam) : le capitaine d'armes à Norfolk
- Carol Kane : la jeune prostituée
- Michael Moriarty : le lieutenant de l'US Marine à la prison de Portsmouth
- Luana Anders : Donna
- Nancy Allen : Nancy
- Michael Chapman : le chauffeur de taxi (caméo)
- Gilda Radner : une adepte du Nichiren Shōshū
- Hal Ashby : un barbu au bar dans la scène des fléchettes (non crédité)

## Distinctions
- BAFTA du meilleur acteur dans un rôle principal 1974 pour Jack Nicholson : récompensé
- Prix d'interprétation masculine au Festival de Cannes 1974 pour Jack Nicholson : récompensé
- Oscar du meilleur acteur 1974 pour Jack Nicholson : nommé
- Golden Globe du meilleur acteur dans un film dramatique 1974 pour Jack Nicholson : nommé